# Eduardo Márquez Obando
Pour les articles homonymes, voir Márquez et Obando (homonymie).
Eduardo Márquez Obando, né le 27 mars 1944 à Arequipa et mort dans la même ville le 3 août 2020, est un footballeur péruvien qui évoluait au poste d'attaquant.

## Biographie
Surnommé Patato, Eduardo Márquez est l'une des idoles du FBC Melgar de sa ville natale d'Arequipa. Il y joue de 1962 à 1974, dont cinq ans en 1re division péruvienne (1966 et 1971-1974). Il marque 197 buts en 240 matchs au sein du FBC Melgar ce qui fait de lui le meilleur buteur historique du club Dominó, avec lequel il remporte la Copa Perú en 1971.
Retiré du milieu du football, il meurt le 3 août 2020 à l’hôpital Carlos Alberto Seguín Escobedo d'Arequipa, des suites d'une infection pulmonaire.

## Palmarès

### En club
FBC Melgar
- Copa Perú (1) :
  - Vainqueur : 1971.

### Distinctions individuelles
- Meilleur buteur de l'histoire du FBC Melgar (197 buts toutes compétitions confondues).